# Pierina Borsani
Piera Pierina Borsani, född 2 november 1909 i Castellanza, död 29 juli 1960, var en italiensk friidrottare med kastgrenar som huvudgren. Borsani blev bronsmedaljör vid damolympiaden Olimpiadi della Grazia 1931 i Florens och var en pionjär inom damidrott.

## Biografi
Piera Pierina Borsani föddes 1909 i Castellanza i norra Italien, i ungdomstiden blev hon intresserad av friidrott. Hon tävlade för idrottsklubben Cotonificio Cantoni of Castellanza i hemstaden, från 1934 tävlade hon för Venchi Unica Torino. Hon tävlade i kastgrenarna diskuskastning, kulstötning och spjutkastning men även kortdistanslöpning (100 m, 800 m och stafett 4 x 100 m) och mångkamp (trekamp, då med löpning 100 m, höjdhopp och spjutkastning och senare i femkamp).
1927 tog Borsani sina första medaljplatser i italienska mästerskapen (Campionati italiani assoluti di atletica leggera) då hon tog guldmedalj i både diskuskastning, kulstötning och spjutkastning.
1928 deltog hon vid Olympiska spelen i Amsterdam där hon slutade på en 13.e plats i diskuskastning.
1931 deltog Borsani vid damolympiaden Olimpiadi della Grazia i Florens, under idrottsspelen vann hon bronsmedalj i spjutkastning med 31,18 meter efter tyska Tilly Fleischer och Auguste Hargus. Hon deltog även vid Internationella kvinnospelen 1930 i Prag och Internationella kvinnospelen 1934 i London dock utan att nå medaljplats.
1936 tog hon guldmedalj i stafettlöpning 4 x 100 meter (med Borsani, Leandrina Bulzacchi, Fernanda Bullano och Claudia Testoni) vid tävlingar i Milano.
Borsani satte totalt 11 nationsrekord i friidrott med 5 i diskuskastning, 2 i kulstötning, 3 i spjutkastning och 1 i femkamp.
Åren 1925–1940 ingick Borsani i Italiens damlandslag i basket, i sin tävlingsdebut 1930 i en landskamp i Nice gjorde hon 2 poäng mot Frankrike. Åren 1933–1935 spelade hon i Società Canottieri Milano och 1936 i Ambrosiana Milano.
Borsani drog sig senare tillbaka från tävlingslivet. Hon dog i juli 1960 i Italien.